# اچ‌ام‌اس چستر (۱۷۰۸)
اچ‌ام‌اس چستر (۱۷۰۸) (به انگلیسی: HMS Chester (1708)) یک کشتی بود که طول آن ۱۳۰ فوت (۳۹٫۶ متر) بود.